# Law-Racoviță-Station
Koordinaten: 69° 23′ 19″ S, 76° 22′ 50,9″ O

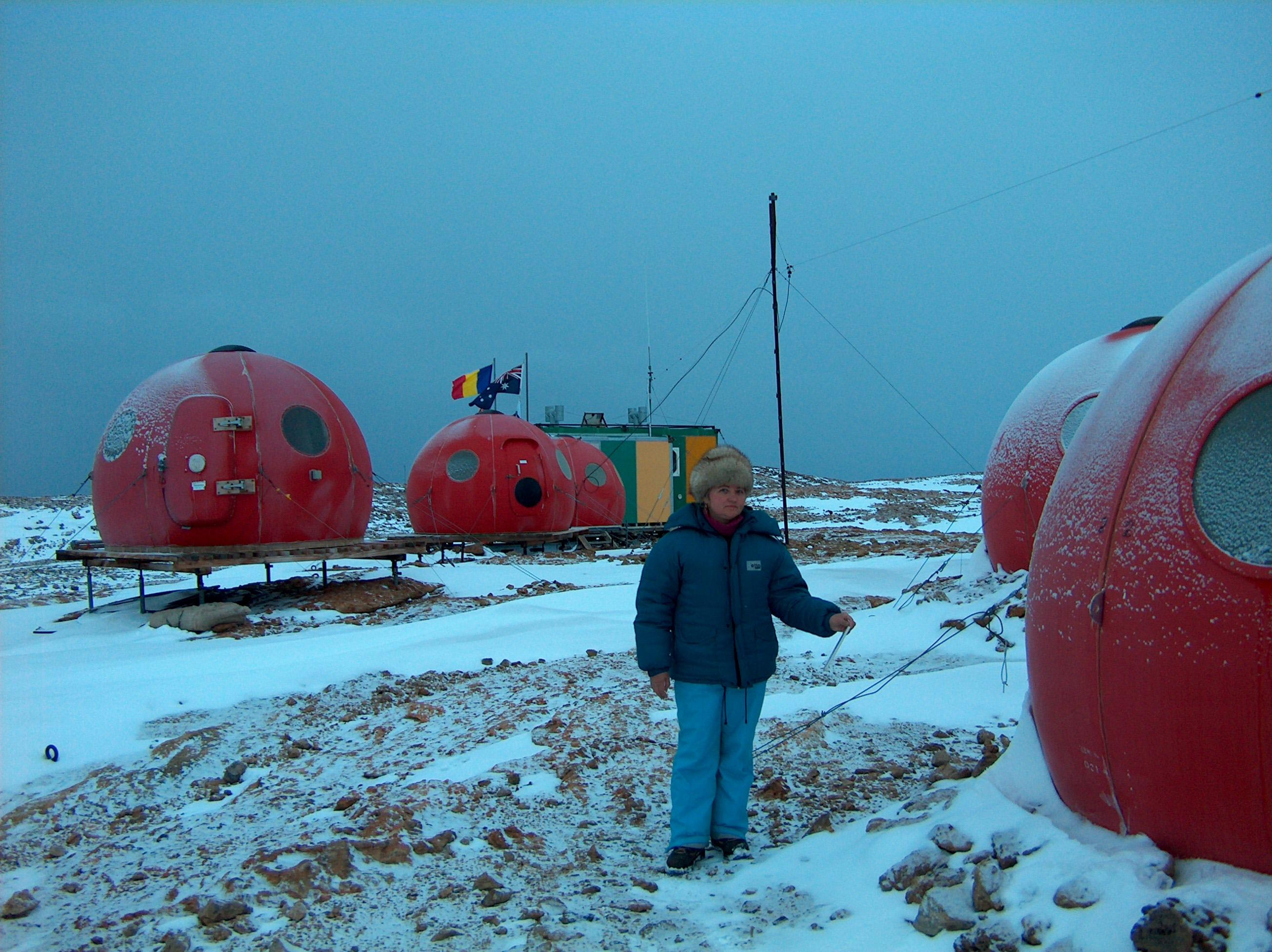

Law-Racoviță ist die erste rumänische Antarktis-Station. Sie wurde nach dem rumänischen Naturforscher Emil Racoviță benannt, einem Teilnehmer an der Belgica-Expedition von 1897 bis 1899, und liegt auf der Halbinsel Xiehe Bandao in den Larsemann Hills an der Ingrid-Christensen-Küste des ostantarktischen Prinzessin-Elisabeth-Lands. Die Forschungsstation wurde am 13. Januar 2006 eröffnet.